# Ferdinand Marian (Sänger)
Ferdinand Marian, eigentlich Ferdinand Haschkowetz bzw. Ferdinand Haschowetz, (22. Mai 1859 in St. Corona am Schöpfl – 9. Juni 1942 in Eisenerz) war ein österreichischer Opernsänger (Bass), Gesangspädagoge und Theaterregisseur.

## Leben
Marian, der Sohn eines Försters, besuchte nach der Matura das Konservatorium in Wien und ging nach Beendigung seiner Studien ins Engagement nach Olmütz.
Danach war er in Temesvar, Linz, Augsburg, Graz, Köln, erneut in Graz und wurde 1896 ans Hofoperntheater nach Wien engagiert, dem er bis 1921 angehörte. In Wien sang er meist mittlere bis kleine Rollen.
Zunächst arbeitete er nach seinem Bühnenabschied als Gesangspädagoge und Regisseur in Wien, zog aber dann nach Trofaiach in der Steiermark.
Sein Sohn war der Schauspieler Ferdinand Marian.